# Schließblech

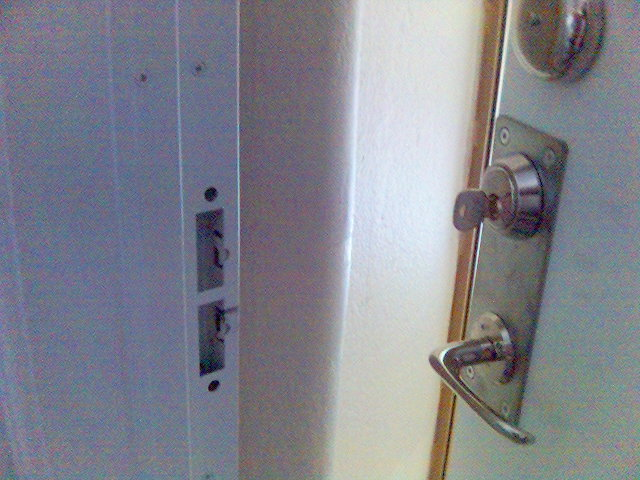
Ein Schließblech in der Türzarge

Ein Schließblech ist ein flaches Stahlblech mit Aussparung(en) bzw. Ausnehmung(en), in die die Falle und gegebenenfalls der Schlossriegel eines Türschlosses greifen, um eine Tür geschlossen bzw. verschlossen zu halten. Es dient zugleich als Schutz gegen Abnutzung bei Holz- oder Kunststoffzargen, um durch die abgeschrägte Seite der Schlossfalle einer „ins Schloss fallenden Tür“ keinen dauerhaften Schaden zu hinterlassen. Es wird in der Regel an der Türzarge (Türrahmen) oder bei doppelflügeligen Türen am Standflügel montiert. Bei Aluminium- oder Stahlzargen ist meist ein separates Schließblech entbehrlich. Bei älteren Türen mit Kastenschlössern war statt eines Schließbleches auch ein Schlossbügel mit gleicher Funktion anzutreffen. Dieser stand üblicherweise an der Zarge etwas vor.